# Риган, Чарльз Тейт
Чарльз Тейт Риган — британский ихтиолог, работавший в начале XX века главным образом над классификацией рыб.
Родился в Шерборне, Дорсет; учился в школе Дерби и Куинз-колледже Кембриджского университета. В 1901 году был принят в сотрудники Музея естествознания, где стал хранителем отдела зоологии, а позднее директором музея (1927—1938).
Риган был избран в члены Королевского Общества в 1917 году.
Чарльз Риган руководил работой ряда молодых учёных. Среди них была Этельвин Тревавас (англ. Ethelwynn Trewavas), продолжившая работу в музее естествознания.
Ряд рыб получили название regani в честь Чарльза Ригана:
- Anadoras regani
- Apistogramma regani
- Apogon regani
- Astroblepus regani
- Callionymus regani
- Cetostoma regani
- Crenicichla regani
- Diaphus regani
- Engyprosopon regani
- Gambusia regani
- Hemipsilichthys regani
- Holohalaelurus regani
- Hoplichthys regani
- Hypostomus regani
- Julidochromis regani
- Lycozoarces regani
- Neosalanx regani
- Symphurus regani
- Trichomycterus regani
- Tylochromis regani
- Vieja regani
- Zebrias regani